# Kaito Taniguchi
Kaito Taniguchi (谷口 海斗 Taniguchi Kaito?, nacido el 7 de septiembre de 1995 en Kihoku) es un futbolista japonés que se desempeña como delantero en el Albirex Niigata.

## Trayectoria

### Clubes
| Club           | País  | Año         |
| -------------- | ----- | ----------- |
| Grulla Morioka | Japón | 2018 - 2019 |

## Estadística de carrera

### J. League
| Club           | Año   | J. League | J. League | Copa J. League | Copa J. League | Total | Total |
| Club           | Año   | Part.     | Goles     | Part.          | Goles          | Part. | Goles |
| -------------- | ----- | --------- | --------- | -------------- | -------------- | ----- | ----- |
| Grulla Morioka | 2018  | 23        | 15        | -              | -              | 23    | 15    |
| Total          | Total | 23        | 15        | 0              | 0              | 23    | 15    |